# 上村折乃助 (2代目)
二代目 上村 折乃助（かみむら おりのすけ、1980年〈昭和55年〉8月2日 - ）は歌舞伎役者。女方。屋号は美吉屋。定紋は折敷型世の字（）。歌舞伎名跡「上村折乃助」の当代。本名は竹村 真吾（たけむら しんご）。

## 略歴
滋賀県野洲市出身、身長173cm、滋賀県立大津商業高校卒。2001年、『上方歌舞伎塾』第2期修了。
初舞台は同年5月、大阪松竹座『五月花形歌舞伎』の「通し狂言 怪談敷島譚」の詰袖新造の1人として、竹村真吾の名で勤めた。
同じく12月、六代目上村吉弥に入門し、京都四條南座『當る牛歳 吉例顔見世興行 十代目坂東三津五郎襲名披露』の「ぢいさんばあさん」の腰元および「助六桜の二重帯」の新造の2役にて、上村純弥を名のる。
2014年9月に名題適任証を取得し、翌2015年12月、歌舞伎座『十二月大歌舞伎』の「妹背山婦女庭訓」の三笠山御殿の場にて、官女茅の局で二代目上村折乃助を名のり、名題昇進披露した。

## 出演作品（抜粋）
- 『義経千本桜』 「大物浦」官女・「河連法眼館」腰元
- 『藤娘』藤の精
- 『汐汲』海女みるめ
- 『玉手御前』俊徳丸
- 『伊勢音頭恋寝刃』仲居　万野
- 『風の谷のナウシカ』風の谷の民の女
- 『近江源氏先陣館　－盛綱陣屋－』腰元
- 『GOEMON』お菊一座の女
- 『ぢいさんばあさん』腰元
- 『妹背山婦女庭訓』官女茅の局
- 『新作歌舞伎 ファイナルファンタジーX』 シェリンダ